# Francesco Moser
Francesco Moser (ur. 19 czerwca 1951 w Giovo) – włoski kolarz torowy i szosowy, torowy mistrz świata oraz czterokrotny medalista szosowych mistrzostw świata.

## Kariera
Moser został zawodowcem w 1973 r. Ten specjalista w jeździe indywidualnej na czas był zdolny do wygrywania wszystkich ważniejszych jednodniowych wyścigów (klasyków), takich jak Mediolan-San Remo (1984) czy Giro di Lombardia (1975, 1978). Równocześnie Moser dominował w tzw. „Piekle Północy”, czyli wyścigu Paryż-Roubaix, który wygrał 3 razy z rzędu w latach 1978–1980. W kolejnych czterech startach w tym wyścigu Moser zawsze stał na podium. W 1978 roku zdobył złoty medal na szosowych mistrzostwach świata w San Cristóbal. Rok wcześniej wywalczył złoto także na torowych mistrzostwach świata w Lecce, gdzie był najlepszy w indywidualnym wyścigu na dochodzenie zawodowców.
W 1984 roku wygrał również Giro d’Italia, mimo że z racji swojej budowy ciała nie był urodzonym „wspinaczem” i swoją przewagę musiał budować na etapach indywidualnej jazdy na czas. Łącznie zdobył 19 zwycięstw etapowych w Giro d’Italia, jak również 2 zwycięstwa etapowe w swoim jedynym starcie w Tour de France w 1975 roku, kiedy to zajął 7. miejsce w generalnej klasyfikacji tego wyścigu wieloetapowego. W Giro d’Italia brał udział 12 razy: jeden raz był zwycięzcą, 2 razy był drugi, 2 razy trzeci, trzy kolejne razy plasował się w pierwszej 10.
W 1984 roku Moser na specjalnie skonstruowanym rowerze do jazdy na czas, na Wyżynie Meksykańskiej, pobił rekord w jeździe godzinnej, ustanowiony 12 lat wcześniej przez Eddy’ego Merckxa. Zakończył karierę w roku 1987. Do dziś legendarną jest rywalizacja między Moserem a jego rodakiem Giuseppe Saronnim. Obaj światowej klasy kolarze podzielili na przełomie lat 70. i 80. włoskich kibiców na dwie konkurujące ze sobą grupy fanów. Zjawisko to porównywano do starszej o ponad 30 lat rywalizacji między Coppistami (zwolennicy Fausto Coppiego) i Bartalistami (fani Gino Bartaliego).

### Ważniejsze zwycięstwa
- Mistrzostwo Świata na szosie (1977)
- Mistrzostwo Włoch na szosie (1975, 1979, 1981)
- Giro d’Italia (1984)
- Paryż-Roubaix (1978, 1979, 1980)
- Paryż-Tours (1974)
- Giro di Lombardia (1974)
- Mediolan-San Remo (1984)
- Mistrzostwa Zurychu (1977)
- La Flèche Wallonne (1977)